# Nilson André
Nilson de Oliveira André, född 30 januari 1986, är en brasiliansk friidrottare som tävlade i kortdistanslöpning. Han deltog vid olympiska sommarspelen 2012.